# Oberea pseudobalineae
Oberea pseudobalineae là một loài bọ cánh cứng trong họ Cerambycidae.